# Sinopora hongkongensis
Sinopora hongkongensis är en lagerväxtart som först beskrevs av N.H.Xia, Y.F.Deng & K.L.Yip, och fick sitt nu gällande namn av J.Li, N.H.Xia & H.W.Li. Sinopora hongkongensis ingår i släktet Sinopora och familjen lagerväxter. Inga underarter finns listade i Catalogue of Life.